# Luis Jiménez de Asúa
Luis Jiménez de Asúa (Madrid, 19 juin 1889 - Buenos Aires, 16 novembre 1970), est un juriste et un homme politique espagnol, vice-président du Congrès des députés et représentant de l’Espagne à la Société des Nations. Pendant la dictature franquiste, il s’exile en Argentine où il fut président de la Seconde République espagnole en exil.

## Biographie
Né au numéro 84 de la Calle de Hortaleza  de Madrid, il est baptisé sous le nom de Luis Gabriel Gervasio. Il est le fils aîné de Felipe Jiménez y García de la Plaza et de Dolores de Asúa y de Bascarán. Des années plus tard, le couple aura un deuxième fils : Felipe Jiménez de Asúa.
Il a fréquenté le lycée à l’Institut général et technique Cardenal Cisneros, où il a obtenu quinze notes exceptionnelles, sept notes notables et sept réussites. Il obtient son diplôme et son doctorat à la Faculté de droit de l’Université centrale de Madrid. Après avoir obtenu une bourse du Board for Further Studies, il voyage en Suisse, en France et en Allemagne. Au cours de ce voyage, il rencontra l’éminent pénaliste autrichien Franz von Liszt.
Professeur de droit pénal à la Faculté de droit de l’Université centrale de Madrid, il manifeste contre les humiliations subies par Miguel de Unamuno par la dictature de Miguel Primo de Rivera. Il est déporté aux îles Chafarinas en 1926. Il démissionne alors de son poste de professeur pour protester contre l’ingérence de la dictature au sein de l’université.
En 1931, il adhère au PSOE et est élu député aux Cortès constituante pour la circonscription de Grenade où il devient présidant la commission parlementaire chargée de rédiger la nouvelle Constitution. Directeur de l’Institut d’études pénales, créé par Victoria Kent, il participe à la rédaction du Code pénal de 1932. Appartenant à ce qu’on appelle « l’aile modérée » du PSOE, il est vice-président des Cortès après les élections de février 1936, remportées par le Front populaire. En juin de la même année, il est élu vice-président du comité exécutif de son parti.
En tant que député et candidat socialiste à la vice-présidence des Cortes, il subit une attaque terroriste le 12 mars 1936 revendiquée par la Phalange espagnole du JONS. C’est la première attaque de la Phalange contre un député de la nouvelle majorité gouvernementale. Il eut la vie sauve, mais pas son garde du corps, Jesús Gisbert, qui meurt sur le coup. Un mois plus tard, la Phalange ordonne l’assassinat du juge d’instruction chargé de l’affaire, Manuel Pedregal Luege.
Pendant la guerre civile espagnole, il occupa différents postes diplomatiques en Pologne et en Tchécoslovaquie, ainsi que devant la Société des Nations.
Il est purgé en tant que professeur, sans aucune place pour un quelconque processus accusatoire, selon l'arrêté ministériel de février 1939, avec d’autres universitaire, prie par Franco,.
Après la guerre, il s’exile en Argentine, où il poursuit sa carrière d’enseignant à l’Université nationale de La Plata et à l’Université nationale de la litorale, en plus de diriger l’Institut de droit pénal et de criminologie de l’Université de Buenos Aires jusqu’au coup d’État militaire de 1966. En 1962, il est nommé président de la République espagnole en exil, poste qu’il occupe jusqu’à sa mort à Buenos Aires le 17 novembre 1970.